# Mjasziscsev M–4
Az M–4 (NATO-kódja: Bison) a Szovjetunió első sugárhajtóműves stratégiai bombázója, amelyet a Mjasziscsev tervezőirodában (OKB–23) fejlesztettek ki az 1950-es évek elején. A nagyobb teljesítményű, modernizált változata a 3M típusjelzést kapta.

## Története
A repülőgépet a hidegháború idején az Amerikai Egyesült Államok területének támadására fejlesztették ki, röviddel a B–52 megjelenése után. Az M–4, amely 2M típusjelzéssel is ismert, 1953. január 20-án repült először. A következő évben, 1954. május 1-jén a gépet a nyilvánosság előtt is bemutatták, amikor a május elsejei ünnepség során átrepült a Vörös tér fölött. 1956-ban állították szolgálatba a Szovjet Légierőnél. A gép gyenge teljesítménye (elégtelen hatótávolsága) miatt azonban alkalmatlan volt az eredetileg kitűzött feladatok végrehajtására, ezért az alapváltozatból mindössze néhány példány készült.  Már az első repüléseket követően elkezdődött  a továbbfejlesztése, amely elsősorban a hatótávolság növelését célozta. Az új, 3M (NATO-kódja: Bison-B) típusjelet kapott változat 1956. március 20-án repült először és 1958-ban állították szolgálatba. Az önvédelmi gépágyúval felszerelt tornyok számát az eredeti ötről háromra csökkentették a gép tömegének a csökkentése érdekében.
A Szovjet Légierőnek a teljesítmény növelése ellenére sem felelt meg a bombázó, mert a nagyobb hatótávolság ellenére sem volt képes az Egyesült Államok területének elérésére majd a visszatérésre. A Haditengerészeti Légierő részéről azonban komolyabb érdeklődés mutatkozott a 3M iránt, mert a hatótávolsága alapján megfelelt egy haditengerészeti felderítő repülőgéppel szembeni elvárásoknak, így a gépek többségét a haditengerészetnél állították szolgálatba.
A 60-as évek elején kisebb korszerűsítési programot hajtottak végre a 3M típuson, amelynek során a gépek felderítő rádiólokátort kaptak. Ebben az időben az első M–4 típusokat átalakították az M–4–2 típusjelet viselő légiutántöltő-repülőgépekké. Később a modernebb és nagyobb teljesítményű 3M gépeket is légiutántöltő-repülőgéppé alakították, ezek 3MSZ–2 és 3MN–2 típusjelet viseltek. A 3M bombázók gyártását 93 elkészült példány után 1963-ban szüntették be. A típust nem exportálták,  kizárólag a Szovjetunió alkalmazta, harci cselekményekben soha sem vettek részt. A Szovjetunió megszűnése idején kb. 40 példány állt szolgálatban. Az utolsó gépet – egy M–4–2 légiutántöltőt – 1992-ben vonták ki az Orosz Légierő állományából.
A 3MN–2 alváltozatából alakították ki 1981-re a szovjet űrprogram számára a nagy méretű és tömegű terhek szállítására alkalmas VM–T Atlant teherszállító repülőgépet. Ebből a változatból 3 darab készült. Egyet elhasználtak a földi statikai próbákhoz, a másik két példányt 1982-től használták teherszállításra.

## Szerkezeti kialakítása
Hagyományos középszárnyas konstrukció. A hosszú és karcsú törzs kialakítása a hagyományos bombázókét követte. Elöl helyezkedett el a túlnyomásos pilótafülke, hátul és a törzs alsó, valamint felső részén a szintén túlnyomásos gépágyú-tornyok. A törzs nagy részét középen a bombatér tette ki. A szárnya erősen nyilazott. A szárnytőben helyezték el a négy darab – oldalanként kettő-kettő – Mikulin AM–3 gázturbinás sugárhajtóművet. Futóműve tandem elrendezésű. A két behúzható főfutó a törzs alatt egyvonalban helyezkedik el, a szárnyak végén pedig szintén behúzható támasztófutók vannak. A légiutántöltő változatoknál a kiegészítő üzemanyagtartályokat a bombatér helyére építették be.

## Fegyverzete
Az alapváltozata 9000 kg hagyományos vagy nukleáris bombateher szállítására volt képes a belső bombaterében. A robotrepülőgépek hordozására átalakított változat külső függesztményként 4 db robotrepülőgépet szállíthatott a szárnyak alatt. Önvédelmi fegyverzetként 9 db NR–23 23 mm-es gépágyút, vagy hat darab AM–23 23 mm-es gépágyút építettek be a törzs felső és alsó részén, valamint a törzsvégen elhelyezett öt toronyban.

## Műszaki adatok (Mjasziscsev M–4)

### Méret- és tömegadatok
- Hossz: 48,7 m
- Fesztáv: 50,53 m
- Magasság: 14,1 m
- Szárnyfelület: 326,35 m²
- Üres tömeg: 79 700 kg
- Maximális felszállótömeg: 181 500 kg

### Hajtóművek
- Hajtóművek száma: 4 db
- Hajtómű típusa: Mikulin AM–3A gázturbinás sugárhajtómű
- Tolóerő: 85,75 kN

### Repülési adatok
- Legnagyobb sebesség: 947 km/h
- Hatótávolság: 8100 km
- Utazómagasság: 11 000 m
- Tolóerő-tömeg arány: 0,25

## Lásd még
- VM–T Atlant

## Külső hivatkozások
- A Mjasziscsev Kísérleti Gépgyár honlapja (oroszul és angolul) Archiválva 2021. február 28-i dátummal a Wayback Machine-ben
- The Myasishchev M-4 / 3M "Bison" & M-50 "Bounder" – Az Air Vectors típusismertetője